# Dendrodoris nigra
Dendrodoris nigra (Stimpson, 1855) è un mollusco nudibranchio della famiglia Dendrodorididae.